# Marceau-Denkmal (Höchstenbach)

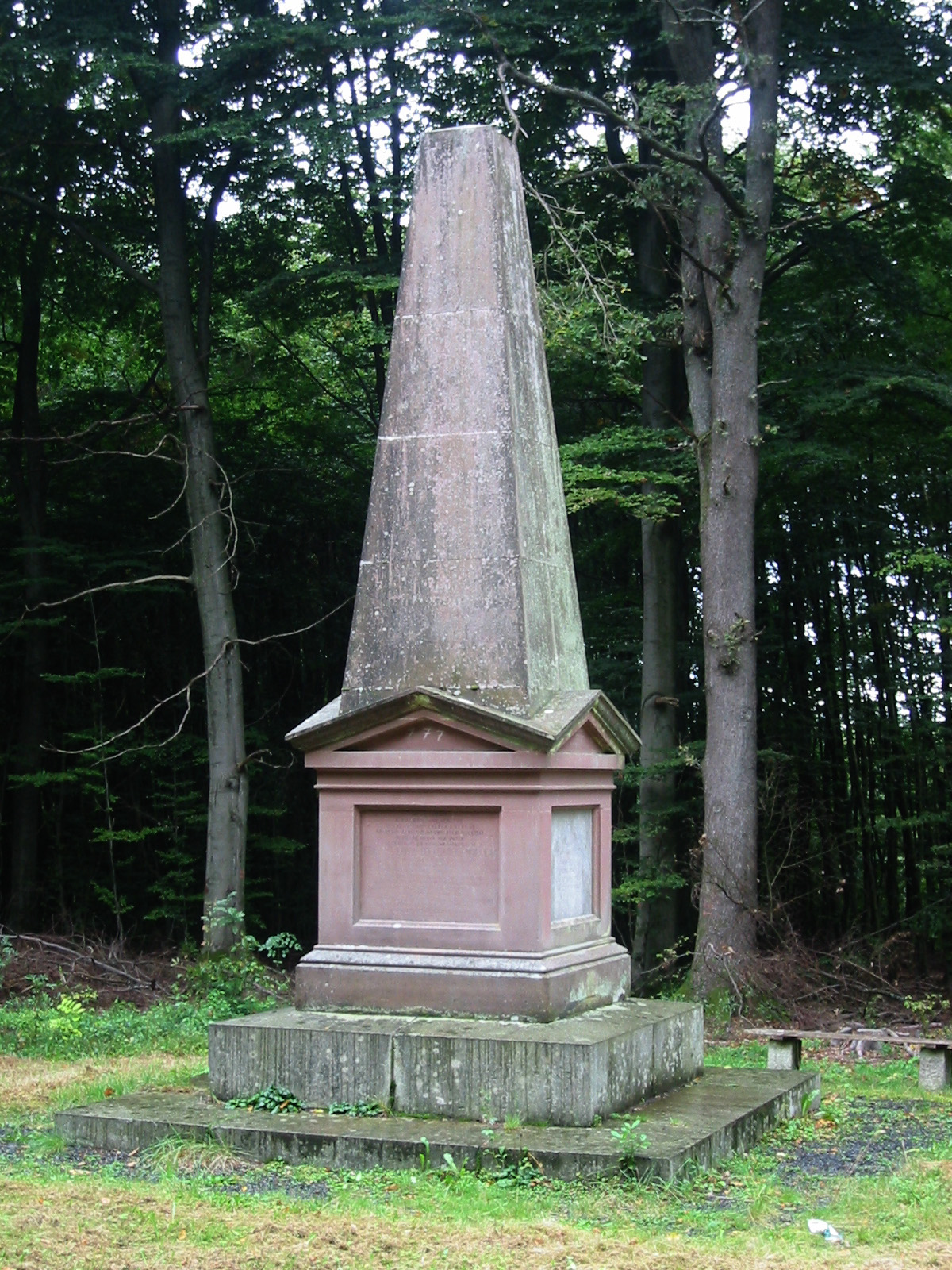
Das Marceau-Denkmal bei Höchstenbach 2010

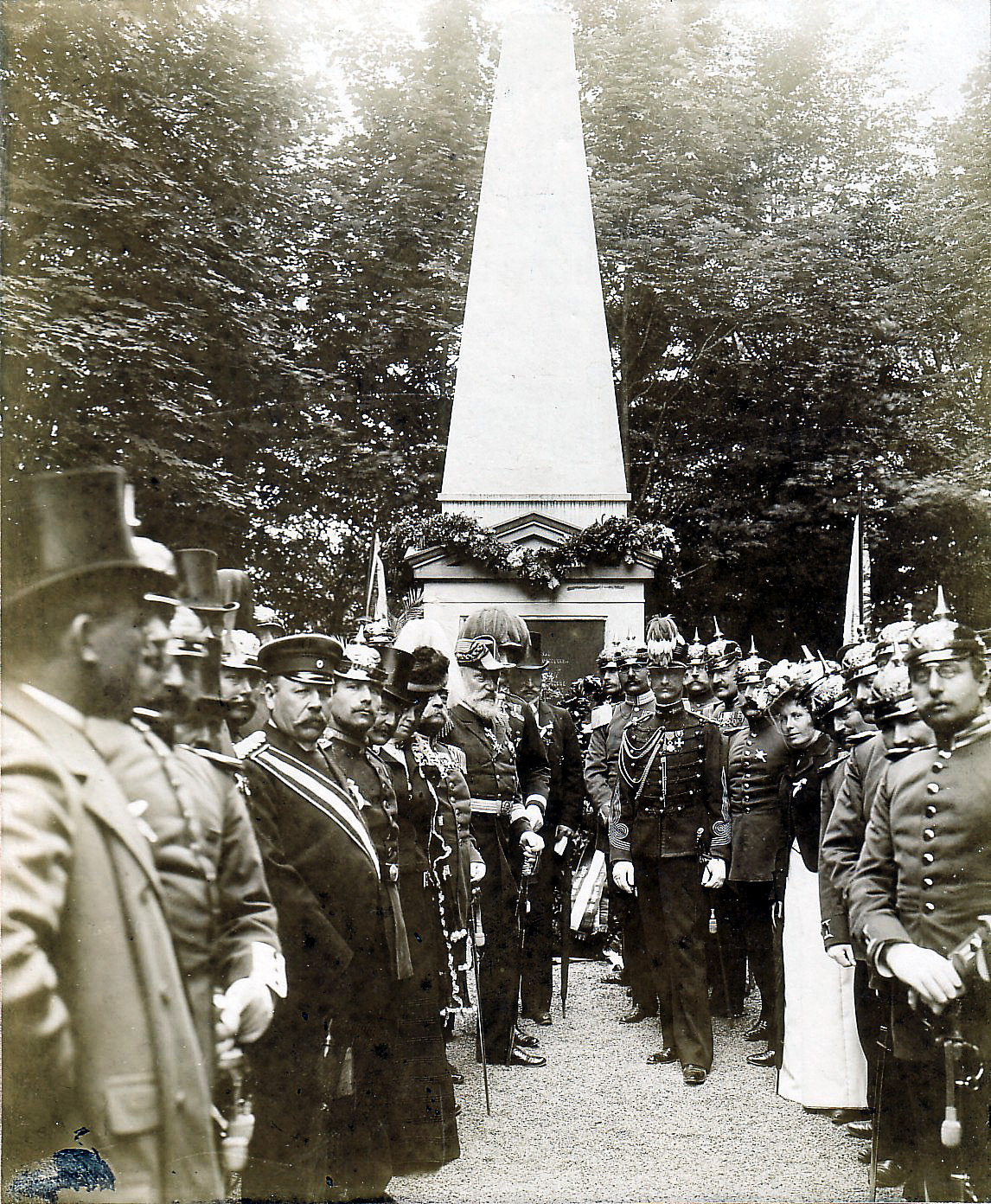
Die Gedenkfeier am Marceau-Denkmal 1901

General Marceau. Signiert: Ethiou (Adèle?) Mitte des 19. Jhs.

Das Marceau-Denkmal ist ein Denkmal bei Höchstenbach im Westerwald zu Ehren des französischen Generals François Séverin Marceau (1769–1796). Es befindet sich am Ortsrand zum Höchstenbacher Wald und wurde 1863 an der Stelle errichtet, an der Marceau 1796 schwer verwundet wurde.

## Geschichte
Der französische Revolutionsgeneral Marceau war im Spätsommer 1796, im Ersten Koalitionskrieg, mit Einheiten seiner Division der Sambre- und Maas-Armee von der Belagerung der Stadt Mainz abgezogen worden, um an der Lahn den Rückzug der französischen Armee des General Jourdan aus Franken, gegen die verfolgende österreichische Armee des Erzherzogs Karl abzuschirmen.  Dabei wurde er am 19. September 1796 bei Höchstenbach im Westerwald schwer verwundet und verstarb zwei Tage später in Altenkirchen an den Folgen. Seine Leiche brachte man zur Beerdigung nach Koblenz, wo 1797 über seinem Grab eine Pyramide errichtet wurde. Dieses Marceau-Denkmal wurde später versetzt und steht heute auf dem Franzosenfriedhof.
An der Stelle bei Höchstenbach, wo Marceau schwer verwundet wurde, ließ sein Adjutant Hauptmann Souhait, der an Marceaus Sterbebett zugegen gewesen war, einen flachen Stein mit einer etwa zwei Meter langen und einen Meter breiten Tafel aufstellen. Die Inschrift auf der Tafel lautete:
„Ici fut blesse le XIX septembre 1796 Marceau, general francais. II mourut, estime, pleure du soldat, de habitant, de l'ennemi.“
(deutsch: „Hier wurde am 19. September 1796 der französische General Marceau verwundet. Er starb, hochgeschätzt, beweint vom Soldaten, vom Bürger, vom Feind.“)
Der Postmeister Heymann zu Selters war es, der sich 1863 für die Errichtung eines größeren Denkmals einsetzte. Es gelang ihm, Kaiser Napoleon III. von dem Denkmalsbau zu überzeugen. Dieser beauftragte den Bauinspektor Meurer aus Montabaur mit der Errichtung. Noch im selben Jahr konnte das Marceau-Denkmal in Form eines Obelisken an gleicher Stelle feierlich eingeweiht werden. Eine der vier Inschriften lautet:
„Deutsches Volk! Dieses einem edlen Todten gesetzte Denkmal wird deinem Schutze empfohlen, schütze es wie Deine Väter die alte Denktafel geschützt haben.“
Am 16. Juni 1901 kam es am Marceau-Denkmal zu einem denkwürdigen Treffen von Deutschen, Österreichern und Franzosen. Dabei wurden Kränze am Denkmal niedergelegt sowie verschiedene Toaste auf Kaiser Wilhelm II. und auf den Präsidenten der Französischen Republik ausgesprochen.
In der Zeit des Nationalsozialismus ließ NSDAP-Kreisleiter Fischer aus Westerburg das Denkmal am 28. Mai 1941 sprengen. Nach Ende des Zweiten Weltkriegs wurde das Denkmal 1945 durch die französische Besatzungsarmee in alter Form wieder aufgebaut. Bei der erneuten Einweihung des Denkmals war auch der französische General Charles de Gaulle anwesend.

## Denkmalschutz
Das Marceau-Denkmal ist ein geschütztes Kulturdenkmal nach dem Denkmalschutzgesetz (DSchG) und in der Denkmalliste des Landes Rheinland-Pfalz eingetragen. Es liegt in Höchstenbach in der Gemarkung südöstlich der Ortslage.

## Verkehr
Am Denkmal befand sich ein Haltepunkt der Kleinbahn Selters–Hachenburg, welche vom Bahnhof Selters (Westerwald) via Wahlrod und Hattert nach Hachenburg verkehrte.